# Wereldkampioenschap hockey vrouwen 2022
Het wereldkampioenschap hockey voor vrouwen in 2022 was het negentiende wereldkampioenschap en het vijftiende georganiseerd door het FIH. Het toernooi vond plaats van 1 tot en met 17 juli 2022 in Terrassa, Spanje en Amstelveen, Nederland. Het was voor het eerst dat het toernooi door twee landen werd georganiseerd. Titelverdediger Nederland werd voor de twaalfde keer (en voor de derde opeenvolgende keer) wereldkampioen door in de finale Argentinië met 3-1 te verslaan. Australië behaalde de bronzen medaille dankzij een 2-1 overwinning op Duitsland.

## Toewijzing
In december 2018 maakte de Internationale Hockeyfederatie bekend dat het WK zou plaatsvinden hetzij in juli 2022, hetzij in januari 2023. Voor juli 2022 hadden Spanje met Nederland, Spanje afzonderlijk en Duitsland zich kandidaat gesteld als gastland. Voor januari 2023 hadden Australië, India, Maleisië en Nieuw-Zeeland zich aangemeld, maar Australië en India trokken hun kandidatuur later terug. In november 2019 werden Nederland en Spanje samen als gastlanden aangewezen.

## Kwalificatie
Van de zestien deelnemende landenteams zijn beide gastlanden en de vijf continentale kampioenen automatisch geplaatst. Nadat de Olympische Zomerspelen 2020 vanwege de coronapandemie waren uitgesteld, werd in december 2020 besloten de quota die beschikbaar zijn via de continentale toernooien te verhogen van zes tot zestien. De Hockey Pro League verviel daarmee als intercontinentaal kwalificatietoernooi voor deze editie van het wereldkampioenschap.
| Data               | Toernooi                          | Locatie               | Quota | Gekwalificeerde teams        |
| ------------------ | --------------------------------- | --------------------- | ----- | ---------------------------- |
| 8 november 2019    | Gastlanden                        |                       | 2     | Nederland Spanje             |
| 4–13 juni 2021     | Europees kampioenschap 2021       | Amstelveen, Nederland | 3     | België Duitsland Engeland    |
| 21–28 januari 2022 | Aziatisch kampioenschap 2021      | Muscat, Oman          | 4     | China India Japan Zuid-Korea |
| Afgelast           | Oceanisch kampioenschap 2021      | Nieuw-Zeeland         | 2     | Australië Nieuw-Zeeland      |
| 21–24 oktober 2021 | Europees kwalificatietoernooi     | Pisa, Italië          | 1     | Ierland                      |
| 17–23 januari 2022 | Afrikaans kampioenschap 2022      | Accra, Ghana          | 1     | Zuid-Afrika                  |
| 19–29 januari 2022 | Pan-Amerikaans kampioenschap 2022 | Santiago, Chili       | 3     | Argentinië Canada Chili      |
| Totaal             | Totaal                            | Totaal                | 16    |                              |

## Opzet
De zestien landenteams werden in vier groepen van vier ingedeeld, twee in Spanje en twee in Nederland. Binnen een groep speelde elk team een keer tegen elk van de overige teams. De groepswinnaars plaatsten zich rechtstreeks voor de kwartfinales. De vier nummers 2 en 3 speelden in cross-over-wedstrijden om de overige vier kwartfinaleplaatsen, waarbij de nummer twee van een groep uitkwam tegen de nummer drie van een andere groep. Vanaf de halve finales werden de wedstrijden uitsluitend in Spanje gespeeld. Het speelschema werd op 3 december 2020 bekend gemaakt.

## Uitslagen
Alle tijden zijn lokale tijden

### Eerste ronde
Groep A
| Pos | Team          | Wed | W | G | V | Ptn | DV | DT | +/− | Kwalificatie |
| --- | ------------- | --- | - | - | - | --- | -- | -- | --- | ------------ |
| 1   | Nederland (G) | 3   | 3 | 0 | 0 | 9   | 11 | 3  | +8  | Kwartfinales |
| 2   | Duitsland     | 3   | 2 | 0 | 1 | 6   | 8  | 4  | +4  | Cross-overs  |
| 3   | Chili         | 3   | 1 | 0 | 2 | 3   | 3  | 7  | −4  | Cross-overs  |
| 4   | Ierland       | 3   | 0 | 0 | 3 | 0   | 1  | 9  | −8  |              |

| 2 juli 2022 16:30                          |         |               |                                                                                |
| Duitsland                                  | 4–1     | Chili         | Wagenerstadion, Amstelveen Scheidsrechters: Ivona Makar (CRO) Emi Yamada (JPN) |
| Heinz 9' Stapenhorst 22', 55' Schröder 44' | verslag | Krimerman 27' | Wagenerstadion, Amstelveen Scheidsrechters: Ivona Makar (CRO) Emi Yamada (JPN) |

| 2 juli 2022 19:30                                     |         |           |                                                                                        |
| Nederland                                             | 5–1     | Ierland   | Wagenerstadion, Amstelveen Scheidsrechters: Kang Hyun-young (KOR) Maggie Giddens (USA) |
| Matla 17', 44' Jansen 35' Plönissen 41' Verschoor 46' | verslag | Upton 37' | Wagenerstadion, Amstelveen Scheidsrechters: Kang Hyun-young (KOR) Maggie Giddens (USA) |

| 3 juli 2022 19:30 |         |                                    |                                                                                          |
| Duitsland         | 1–3     | Nederland                          | Wagenerstadion, Amstelveen Scheidsrechters: Aleisha Neumann (AUS) Laurine Delforge (BEL) |
| Lorenz 57'        | verslag | Keetels 13' Moes 48' Verschoor 50' | Wagenerstadion, Amstelveen Scheidsrechters: Aleisha Neumann (AUS) Laurine Delforge (BEL) |

| 5 juli 2022 14:00 |         |               |                                                                                  |
| Ierland           | 0–1     | Chili         | Wagenerstadion, Amstelveen Scheidsrechters: Wanri Venter (RSA) Ivona Makar (CRO) |
|                   | verslag | Krimerman 48' | Wagenerstadion, Amstelveen Scheidsrechters: Wanri Venter (RSA) Ivona Makar (CRO) |

| 6 juli 2022 16:30 |         |                                           |                                                                                         |
| Ierland           | 0–3     | Duitsland                                 | Wagenerstadion, Amstelveen Scheidsrechters: Annelize Rostron (RSA) Maggie Giddens (USA) |
|                   | verslag | Lorenz 24' Stapenhorst 37' Zimmermann 57' | Wagenerstadion, Amstelveen Scheidsrechters: Annelize Rostron (RSA) Maggie Giddens (USA) |

| 6 juli 2022 19:30                  |         |          |                                                                                    |
| Nederland                          | 3–1     | Chili    | Wagenerstadion, Amstelveen Scheidsrechters: Irene Presenqui (ARG) Emi Yamada (JPN) |
| Welten 14' Jansen 42' De Goede 52' | verslag | Tala 21' | Wagenerstadion, Amstelveen Scheidsrechters: Irene Presenqui (ARG) Emi Yamada (JPN) |

Groep B
| Pos | Team          | Wed | W | G | V | Ptn | DV | DT | +/− | Kwalificatie |
| --- | ------------- | --- | - | - | - | --- | -- | -- | --- | ------------ |
| 1   | Nieuw-Zeeland | 3   | 2 | 1 | 0 | 7   | 9  | 6  | +3  | Kwartfinales |
| 2   | Engeland      | 3   | 1 | 1 | 1 | 4   | 4  | 4  | 0   | Cross-overs  |
| 3   | India         | 3   | 0 | 2 | 1 | 2   | 5  | 6  | −1  | Cross-overs  |
| 4   | China         | 3   | 0 | 2 | 1 | 2   | 3  | 5  | −2  |              |

| 2 juli 2022 14:00   |         |                     |                                                                                       |
| Nieuw-Zeeland       | 2–2     | China               | Wagenerstadion, Amstelveen Scheidsrechters: Laurine Delforge (BEL) Wanri Venter (RSA) |
| Tynan 24' Merry 48' | verslag | Zhang Y. 33' Gu 43' | Wagenerstadion, Amstelveen Scheidsrechters: Laurine Delforge (BEL) Wanri Venter (RSA) |

| 3 juli 2022 16:30 |         |             |                                                                                          |
| Engeland          | 1–1     | India       | Wagenerstadion, Amstelveen Scheidsrechters: Annelize Rostron (RSA) Irene Presenqui (ARG) |
| Petter 9'         | verslag | Vandana 28' | Wagenerstadion, Amstelveen Scheidsrechters: Annelize Rostron (RSA) Irene Presenqui (ARG) |

| 5 juli 2022 16:30 |         |           |                                                                                         |
| India             | 1–1     | China     | Wagenerstadion, Amstelveen Scheidsrechters: Aleisha Neumann (AUS) Kang Hyun-young (KOR) |
| Vandana 45'       | verslag | Zheng 26' | Wagenerstadion, Amstelveen Scheidsrechters: Aleisha Neumann (AUS) Kang Hyun-young (KOR) |

| 5 juli 2022 19:30       |         |           |                                                                                   |
| Nieuw-Zeeland           | 3–1     | Engeland  | Wagenerstadion, Amstelveen Scheidsrechters: Maggie Giddens (USA) Emi Yamada (JPN) |
| Doar 29', 39' Davey 51' | verslag | Owsley 4' | Wagenerstadion, Amstelveen Scheidsrechters: Maggie Giddens (USA) Emi Yamada (JPN) |

| 7 juli 2022 16:30      |         |       |                                                                                      |
| Engeland               | 2–0     | China | Wagenerstadion, Amstelveen Scheidsrechters: Wanri Venter (RSA) Irene Presenqui (ARG) |
| Balsdon 10' Ansley 27' | verslag |       | Wagenerstadion, Amstelveen Scheidsrechters: Wanri Venter (RSA) Irene Presenqui (ARG) |

| 7 juli 2022 19:30                     |         |                                    |                                                                                          |
| India                                 | 3–4     | Nieuw-Zeeland                      | Wagenerstadion, Amstelveen Scheidsrechters: Laurine Delforge (BEL) Kang Hyun-young (KOR) |
| Vandana 4' Lalremsiami 44' Gurjit 59' | verslag | Merry 12', 54' Jopp 29' Davies 32' | Wagenerstadion, Amstelveen Scheidsrechters: Laurine Delforge (BEL) Kang Hyun-young (KOR) |

Groep C
| Pos | Team       | Wed | W | G | V | Ptn | DV | DT | +/− | Kwalificatie |
| --- | ---------- | --- | - | - | - | --- | -- | -- | --- | ------------ |
| 1   | Argentinië | 3   | 3 | 0 | 0 | 9   | 15 | 2  | +13 | Kwartfinales |
| 2   | Spanje (G) | 3   | 2 | 0 | 1 | 6   | 9  | 6  | +3  | Cross-overs  |
| 3   | Zuid-Korea | 3   | 1 | 0 | 2 | 3   | 4  | 10 | −6  | Cross-overs  |
| 4   | Canada     | 3   | 0 | 0 | 3 | 0   | 4  | 14 | −10 |              |

| 1 juli 2022 21:30                                     |         |              |                                                                                                  |
| Spanje                                                | 4–1     | Canada       | Estadi Olímpic de Terrassa, Terrassa Scheidsrechters: Ayanna McClean (TTO) Hannah Harrison (ENG) |
| Iglesias 5' Giné 21' López García 26' García Grau 29' | verslag | Johansen 57' | Estadi Olímpic de Terrassa, Terrassa Scheidsrechters: Ayanna McClean (TTO) Hannah Harrison (ENG) |

| 2 juli 2022 18:00                              |         |            |                                                                                                 |
| Argentinië                                     | 4–0     | Zuid-Korea | Estadi Olímpic de Terrassa, Terrassa Scheidsrechters: Michelle Meister (GER) Alison Keogh (IRL) |
| Gorzelany 2', 28' V. Granatto 21' Jankunas 39' | verslag |            | Estadi Olímpic de Terrassa, Terrassa Scheidsrechters: Michelle Meister (GER) Alison Keogh (IRL) |

| 3 juli 2022 18:00          |         |                     |                                                                                                 |
| Zuid-Korea                 | 3–2     | Canada              | Estadi Olímpic de Terrassa, Terrassa Scheidsrechters: Michelle Meister (GER) Kelly Hudson (NZL) |
| Jung 1' Kim S. 49' Cho 57' | verslag | Secco 2' Stairs 56' | Estadi Olímpic de Terrassa, Terrassa Scheidsrechters: Michelle Meister (GER) Kelly Hudson (NZL) |

| 3 juli 2022 21:30 |         |                                               |                                                                                             |
| Spanje            | 1–4     | Argentinië                                    | Estadi Olímpic de Terrassa, Terrassa Scheidsrechters: Sarah Wilson (SCO) Alison Keogh (IRL) |
| García Grau 51'   | verslag | Gorzelany 39', 44' Raposo 40' M. Granatto 60' | Estadi Olímpic de Terrassa, Terrassa Scheidsrechters: Sarah Wilson (SCO) Alison Keogh (IRL) |

| 7 juli 2022 18:00                                                                             |         |             |                                                                                                  |
| Argentinië                                                                                    | 7–1     | Canada      | Estadi Olímpic de Terrassa, Terrassa Scheidsrechters: Ivona Makar (CRO) Catalina Montesino (CHI) |
| Jankunas 10' V. Granatto 16' M. Granatto 21' Albertarrio 32' Forcherio 40' Gorzelany 48', 51' | verslag | Delmotte 6' | Estadi Olímpic de Terrassa, Terrassa Scheidsrechters: Ivona Makar (CRO) Catalina Montesino (CHI) |

| 7 juli 2022 21:30 |         |                                                    |                                                                                           |
| Zuid-Korea        | 1–4     | Spanje                                             | Estadi Olímpic de Terrassa, Terrassa Scheidsrechters: Amber Church (NZL) Cookie Tan (SGP) |
| Lee S. 12'        | verslag | García Grau 8' Giné 20' Jiménez 33' L. Barrios 53' | Estadi Olímpic de Terrassa, Terrassa Scheidsrechters: Amber Church (NZL) Cookie Tan (SGP) |

Groep D
| Pos | Team        | Wed | W | G | V | Ptn | DV | DT | +/− | Kwalificatie |
| --- | ----------- | --- | - | - | - | --- | -- | -- | --- | ------------ |
| 1   | Australië   | 3   | 3 | 0 | 0 | 9   | 6  | 1  | +5  | Kwartfinales |
| 2   | België      | 3   | 2 | 0 | 1 | 6   | 7  | 3  | +4  | Cross-overs  |
| 3   | Zuid-Afrika | 3   | 0 | 1 | 2 | 1   | 5  | 9  | −4  | Cross-overs  |
| 4   | Japan       | 3   | 0 | 1 | 2 | 1   | 3  | 8  | −5  |              |

| 2 juli 2022 21:30       |         |       |                                                                                           |
| Australië               | 2–0     | Japan | Estadi Olímpic de Terrassa, Terrassa Scheidsrechters: Kelly Hudson (NZL) Cookie Tan (SGP) |
| Williams 56' Malone 60' | verslag |       | Estadi Olímpic de Terrassa, Terrassa Scheidsrechters: Kelly Hudson (NZL) Cookie Tan (SGP) |

| 3 juli 2022 15:00                        |         |             | |
| België                                   | 4–1     | Zuid-Afrika | Estadi Olímpic de Terrassa, Terrassa Scheidsrechters: Catalina Montesino (CHI) Hannah Harrison (ENG) |
| Vanden Borre 17', 18' Englebert 53', 57' | verslag | Du Toit 24' | Estadi Olímpic de Terrassa, Terrassa Scheidsrechters: Catalina Montesino (CHI) Hannah Harrison (ENG) |

| 5 juli 2022 18:00                  |         |                            |                                                                                             |
| Japan                              | 3–3     | Zuid-Afrika                | Estadi Olímpic de Terrassa, Terrassa Scheidsrechters: Ayanna McClean (TTO) Cookie Tan (SGP) |
| Nagai 3' Toriyama 9' Nishikori 34' | verslag | Paton 38' Lombard 55', 59' | Estadi Olímpic de Terrassa, Terrassa Scheidsrechters: Ayanna McClean (TTO) Cookie Tan (SGP) |

| 5 juli 2022 21:30 |         |                       |                                                                                                |
| België            | 0–2     | Australië             | Estadi Olímpic de Terrassa, Terrassa Scheidsrechters: Sarah Wilson (SCO) Hannah Harrison (ENG) |
|                   | verslag | Hayes 39' Greiner 40' | Estadi Olímpic de Terrassa, Terrassa Scheidsrechters: Sarah Wilson (SCO) Hannah Harrison (ENG) |

| 6 juli 2022 18:00 |         |                                       |                                                                                             |
| Japan             | 0–3     | België                                | Estadi Olímpic de Terrassa, Terrassa Scheidsrechters: Amber Church (NZL) Kelly Hudson (NZL) |
|                   | verslag | Vanden Borre 24', 40' Ballenghien 44' | Estadi Olímpic de Terrassa, Terrassa Scheidsrechters: Amber Church (NZL) Kelly Hudson (NZL) |

| 6 juli 2022 21:30    |         |                |                                                                                               |
| Australië            | 2–1     | Zuid-Afrika    | Estadi Olímpic de Terrassa, Terrassa Scheidsrechters: Ivona Makar (CRO) Hannah Harrison (ENG) |
| Squibb 8' Malone 24' | verslag | Du Plessis 13' | Estadi Olímpic de Terrassa, Terrassa Scheidsrechters: Ivona Makar (CRO) Hannah Harrison (ENG) |

### Plaatsingswedstrijden

#### Kwartfinales plaatsen 9 t/m 16
| 10 juli 2022 13:00     |         |             |                                                                                         |
| Ierland                | 2–0     | Zuid-Afrika | Wagenerstadion, Amstelveen Scheidsrechters: Irene Presenqui (ARG) Aleisha Neumann (AUS) |
| Hawkshaw 19' Upton 31' | verslag |             | Wagenerstadion, Amstelveen Scheidsrechters: Irene Presenqui (ARG) Aleisha Neumann (AUS) |

| 10 juli 2022 15:30        |         |       |                                                                                         |
| China                     | 3–0     | Chili | Wagenerstadion, Amstelveen Scheidsrechters: Annelize Rostron (RSA) Maggie Giddens (USA) |
| Ma 45+' Zhong 49' Cui 56' | verslag |       | Wagenerstadion, Amstelveen Scheidsrechters: Annelize Rostron (RSA) Maggie Giddens (USA) |

| 11 juli 2022 18:00                      |         |               |                                                                                               |
| Japan                                   | 3–2     | Zuid-Korea    | Estadi Olímpic de Terrassa, Terrassa Scheidsrechters: Kelly Hudson (NZL) Ayanna McClean (TTO) |
| Kobayakawa 19' Nishikori 44' Nagai 60+' | verslag | Jung 22', 51' | Estadi Olímpic de Terrassa, Terrassa Scheidsrechters: Kelly Hudson (NZL) Ayanna McClean (TTO) |

| 11 juli 2022 21:30                                                  |         |                                                            |                                                                                                 |
| Canada                                                              | 1–1     | India                                                      | Estadi Olímpic de Terrassa, Terrassa Scheidsrechters: Michelle Meister (GER) Alison Keogh (IRE) |
| Secco 11'                                                           | verslag | Salima 58'                                                 | Estadi Olímpic de Terrassa, Terrassa Scheidsrechters: Michelle Meister (GER) Alison Keogh (IRE) |
| Shoot-out                                                           |         |                                                            | Estadi Olímpic de Terrassa, Terrassa Scheidsrechters: Michelle Meister (GER) Alison Keogh (IRE) |
| Woodcroft Secco Sourisseau Leahy Faiczak Woodcroft Sourisseau Leahy | 2–3     | Salima Neha Navneet Sonika Lalremsiami Navneet Sonika Neha | Estadi Olímpic de Terrassa, Terrassa Scheidsrechters: Michelle Meister (GER) Alison Keogh (IRE) |

#### Wedstrijden om de plaatsen 13 t/m 16
| 12 juli 2022 12:00 |         |           |                                                                                        |
| Zuid-Afrika        | 0–1     | Chili     | Wagenerstadion, Amstelveen Scheidsrechters: Maggie Giddens (USA) Kang Hyun-young (KOR) |
|                    | verslag | Urroz 44' | Wagenerstadion, Amstelveen Scheidsrechters: Maggie Giddens (USA) Kang Hyun-young (KOR) |

| 13 juli 2022 13:00          |         |                  |                                                                                             |
| Canada                      | 0–0     | Zuid-Korea       | Estadi Olímpic de Terrassa, Terrassa Scheidsrechters: Cookie Tan (SGP) Ayanna McClean (TTO) |
|                             | verslag |                  | Estadi Olímpic de Terrassa, Terrassa Scheidsrechters: Cookie Tan (SGP) Ayanna McClean (TTO) |
| Shoot-out                   |         |                  | Estadi Olímpic de Terrassa, Terrassa Scheidsrechters: Cookie Tan (SGP) Ayanna McClean (TTO) |
| Woodcroft Secco Mollenhauer | 0–3     | Kim S. Cheon Seo | Estadi Olímpic de Terrassa, Terrassa Scheidsrechters: Cookie Tan (SGP) Ayanna McClean (TTO) |

#### Wedstrijden om de plaatsen 9 t/m 12
| 12 juli 2022 14:30 |         |                                 |                                                                                     |
| Ierland            | 1–3     | China                           | Wagenerstadion, Amstelveen Scheidsrechters: Emi Yamada (JPN) Annelize Rostron (RSA) |
| Carey 59'          | verslag | Cui 7' Zhong 49' Chen Yanh. 52' | Wagenerstadion, Amstelveen Scheidsrechters: Emi Yamada (JPN) Annelize Rostron (RSA) |

| 13 juli 2022 16:30        |         |          |                                                                                            |
| India                     | 3–1     | Japan    | Estadi Olímpic de Terrassa, Terrassa Scheidsrechters: Ivona Makar (CRO) Kelly Hudson (NZL) |
| Navneet 30', 45' Deep 38' | verslag | Asai 20' | Estadi Olímpic de Terrassa, Terrassa Scheidsrechters: Ivona Makar (CRO) Kelly Hudson (NZL) |

### Tweede ronde
|  | Cross-overs          | Cross-overs        |                     |       | Kwartfinale        | Kwartfinale        |   |  | Halve finale | Halve finale |  |  | Finale | Finale |
|  |                      |                    |                     |       |                    |                    |   |  |              |              |  |  |        |        |
|  |                      |                    |                     |       |                    |                    |   |  |              |              |  |  |        |        |
|  |                      |                    |                     |       |                    |                    |   |  |              |              |  |  |        |        |
|  |                      |                    |                     |       |                    |                    |   |  |              |              |  |  |        |        |
|  | 12 juli – Amstelveen |                    |                     |       |                    |                    |   |  |              |              |  |  |        |        |
|  |                      |                    |                     |       |                    |                    |   |  |              |              |  |  |        |        |
|  | Nederland            | 2                  |                     |       |                    |                    |   |  |              |              |  |  |        |        |
|  | Nederland            | 2                  | 9 juli – Amstelveen |       |                    |                    |   |  |              |              |  |  |        |        |
|  |                      |                    | België              | 1     |                    |                    |   |  |              |              |  |  |        |        |
|  | België               | 5                  | België              | 1     |                    |                    |   |  |              |              |  |  |        |        |
|  | België               | 5                  | 16 juli – Terrassa  |       |                    |                    |   |  |              |              |  |  |        |        |
|  | Chili                | 0                  |                     |       |                    |                    |   |  |              |              |  |  |        |        |
|  | Chili                | 0                  | Nederland           | 1     |                    |                    |   |  |              |              |  |  |        |        |
|  |                      |                    | Nederland           | 1     |                    |                    |   |  |              |              |  |  |        |        |
|  |                      | Australië          | 0                   |       |                    |                    |   |  |              |              |  |  |        |        |
|  |                      | Australië          | 0                   |       |                    |                    |   |  |              |              |  |  |        |        |
|  | 13 juli – Terrassa   |                    |                     |       |                    |                    |   |  |              |              |  |  |        |        |
|  |                      |                    |                     |       |                    |                    |   |  |              |              |  |  |        |        |
|  | Australië            | 2                  |                     |       |                    |                    |   |  |              |              |  |  |        |        |
|  | Australië            | 2                  | 10 juli – Terrassa  |       |                    |                    |   |  |              |              |  |  |        |        |
|  |                      |                    | Spanje              | 0     |                    |                    |   |  |              |              |  |  |        |        |
|  | Spanje               | 1                  | Spanje              | 0     |                    |                    |   |  |              |              |  |  |        |        |
|  | Spanje               | 1                  | 17 juli – Terrassa  |       |                    |                    |   |  |              |              |  |  |        |        |
|  | India                | 0                  |                     |       |                    |                    |   |  |              |              |  |  |        |        |
|  | India                | 0                  | Nederland           | 3     |                    |                    |   |  |              |              |  |  |        |        |
|  |                      |                    | Nederland           | 3     |                    |                    |   |  |              |              |  |  |        |        |
|  |                      | Argentinië         | 1                   |       |                    |                    |   |  |              |              |  |  |        |        |
|  |                      | Argentinië         | 1                   |       |                    |                    |   |  |              |              |  |  |        |        |
|  | 12 juli – Amstelveen |                    |                     |       |                    |                    |   |  |              |              |  |  |        |        |
|  |                      |                    |                     |       |                    |                    |   |  |              |              |  |  |        |        |
|  | Nieuw-Zeeland        | 0                  |                     |       |                    |                    |   |  |              |              |  |  |        |        |
|  | Nieuw-Zeeland        | 0                  | 9 juli – Amstelveen |       |                    |                    |   |  |              |              |  |  |        |        |
|  |                      |                    | Duitsland           | 1     |                    |                    |   |  |              |              |  |  |        |        |
|  | Duitsland            | 1                  | Duitsland           | 1     |                    |                    |   |  |              |              |  |  |        |        |
|  | Duitsland            | 1                  | 16 juli – Terrassa  |       |                    |                    |   |  |              |              |  |  |        |        |
|  | Zuid-Afrika          | 0                  |                     |       |                    |                    |   |  |              |              |  |  |        |        |
|  | Zuid-Afrika          | 0                  | Duitsland           | 2 (2) |                    |                    |   |  |              |              |  |  |        |        |
|  |                      |                    | Duitsland           | 2 (2) |                    |                    |   |  |              |              |  |  |        |        |
|  |                      | Argentinië (PSO)   | 2 (4)               |       | Troostfinale       | Troostfinale       |   |  |              |              |  |  |        |        |
|  |                      | Argentinië (PSO)   | 2 (4)               |       | Troostfinale       | Troostfinale       |   |  |              |              |  |  |        |        |
|  | 13 juli – Terrassa   | 13 juli – Terrassa |                     |       | 17 juli – Terrassa | 17 juli – Terrassa |   |  |              |              |  |  |        |        |
|  | 13 juli – Terrassa   | 13 juli – Terrassa |                     |       | 17 juli – Terrassa | 17 juli – Terrassa |   |  |              |              |  |  |        |        |
|  | Argentinië           | 1                  | Australië           | 2     |                    |                    |   |  |              |              |  |  |        |        |
|  | Argentinië           | 1                  | Australië           | 2     | 10 juli – Terrassa |                    |   |  |              |              |  |  |        |        |
|  |                      |                    | Engeland            | 0     |                    | Duitsland          | 1 |  |              |              |  |  |        |        |
|  | Engeland             | 5                  | Engeland            | 0     |                    | Duitsland          | 1 |  |              |              |  |  |        |        |
|  | Engeland             | 5                  |                     |       |                    |                    |   |  |              |              |  |  |        |        |
|  | Zuid-Korea           | 0                  |                     |       |                    |                    |   |  |              |              |  |  |        |        |
|  | Zuid-Korea           | 0                  |                     |       |                    |                    |   |  |              |              |  |  |        |        |

#### Cross-overs
| 9 juli 2022 17:00 |         |             |                                                                                     |
| Duitsland         | 1–0     | Zuid-Afrika | Wagenerstadion, Amstelveen Scheidsrechters: Laurine Delforge (BEL) Emi Yamada (JPN) |
| Lorenz 38'        | verslag |             | Wagenerstadion, Amstelveen Scheidsrechters: Laurine Delforge (BEL) Emi Yamada (JPN) |

| 9 juli 2022 19:30                                 |         |       |                                                                                          |
| België                                            | 5–0     | Chili | Wagenerstadion, Amstelveen Scheidsrechters: Irene Presenqui (ARG) Annelize Rostron (RSA) |
| Vanden Borre 6', 15' Rasir 14' Englebert 20', 31' | verslag |       | Wagenerstadion, Amstelveen Scheidsrechters: Irene Presenqui (ARG) Annelize Rostron (RSA) |

| 10 juli 2022 18:00                              |         |            |                                                                                               |
| Engeland                                        | 5–0     | Zuid-Korea | Estadi Olímpic de Terrassa, Terrassa Scheidsrechters: Ayanna McClean (TTO) Alison Keogh (IRE) |
| Ansley 17', 26' Howard 20' Martin 54' Rayer 56' | verslag |            | Estadi Olímpic de Terrassa, Terrassa Scheidsrechters: Ayanna McClean (TTO) Alison Keogh (IRE) |

| 10 juli 2022 21:30 |         |       |                                                                                             |
| Spanje             | 1–0     | India | Estadi Olímpic de Terrassa, Terrassa Scheidsrechters: Amber Church (NZL) Sarah Wilson (SCO) |
| Segú 57'           | verslag |       | Estadi Olímpic de Terrassa, Terrassa Scheidsrechters: Amber Church (NZL) Sarah Wilson (SCO) |

#### Kwartfinales
| 12 juli 2022 17:00 |         |             |                                                                                       |
| Nieuw-Zeeland      | 0–1     | Duitsland   | Wagenerstadion, Amstelveen Scheidsrechters: Wanri Venter (RSA) Laurine Delforge (BEL) |
|                    | verslag | Micheel 17' | Wagenerstadion, Amstelveen Scheidsrechters: Wanri Venter (RSA) Laurine Delforge (BEL) |

| 12 juli 2022 19:30   |         |              |                                                                                         |
| Nederland            | 2–1     | België       | Wagenerstadion, Amstelveen Scheidsrechters: Irene Presenqui (ARG) Aleisha Neumann (AUS) |
| Leurink 15' Moes 48' | verslag | Gerniers 38' | Wagenerstadion, Amstelveen Scheidsrechters: Irene Presenqui (ARG) Aleisha Neumann (AUS) |

| 13 juli 2022 19:00 |         |          |                                                                                             |
| Argentinië         | 1–0     | Engeland | Estadi Olímpic de Terrassa, Terrassa Scheidsrechters: Amber Church (NZL) Alison Keogh (IRE) |
| V. Granatto 47'    | verslag |          | Estadi Olímpic de Terrassa, Terrassa Scheidsrechters: Amber Church (NZL) Alison Keogh (IRE) |

| 13 juli 2022 21:30 |         |        |                                                                                                |
| Australië          | 2–0     | Spanje | Estadi Olímpic de Terrassa, Terrassa Scheidsrechters: Sarah Wilson (SCO) Hannah Harrison (ENG) |
| Taylor 3', 41'     | verslag |        | Estadi Olímpic de Terrassa, Terrassa Scheidsrechters: Sarah Wilson (SCO) Hannah Harrison (ENG) |

#### Halve finales
| 16 juli 2022 18:30 |         |           |                                                                                                 |
| Nederland          | 1–0     | Australië | Estadi Olímpic de Terrassa, Terrassa Scheidsrechters: Sarah Wilson (SCO) Laurine Delforge (BEL) |
| Matla 42'          | verslag |           | Estadi Olímpic de Terrassa, Terrassa Scheidsrechters: Sarah Wilson (SCO) Laurine Delforge (BEL) |

| 16 juli 2022 21:30                   |         |                                           |                                                                                                |
| Duitsland                            | 2–2     | Argentinië                                | Estadi Olímpic de Terrassa, Terrassa Scheidsrechters: Aleisha Neumann (AUS) Amber Church (NZL) |
| Granitzki 1' Stapenhorst 45'         | verslag | Gorzelany 15' Albertarrio 28'             | Estadi Olímpic de Terrassa, Terrassa Scheidsrechters: Aleisha Neumann (AUS) Amber Church (NZL) |
| Shoot-out                            |         |                                           | Estadi Olímpic de Terrassa, Terrassa Scheidsrechters: Aleisha Neumann (AUS) Amber Church (NZL) |
| Lorenz Schröder Weidemann Zimmermann | 2–4     | Jankunas Albertarrio Thome Alonso Sanchez | Estadi Olímpic de Terrassa, Terrassa Scheidsrechters: Aleisha Neumann (AUS) Amber Church (NZL) |

#### Troostfinale
| 17 juli 2022 18:30 |         |             |                                                                                                |
| Australië          | 2–1     | Duitsland   | Estadi Olímpic de Terrassa, Terrassa Scheidsrechters: Alison Keogh (IRL) Irene Presenqui (ARG) |
| Kershaw 49', 56'   | verslag | Micheel 14' | Estadi Olímpic de Terrassa, Terrassa Scheidsrechters: Alison Keogh (IRL) Irene Presenqui (ARG) |

#### Finale
| 17 juli 2022 21:30                 |         |               |                                                                                             |
| Nederland                          | 3–1     | Argentinië    | Estadi Olímpic de Terrassa, Terrassa Scheidsrechters: Amber Church (NZL) Sarah Wilson (SCO) |
| Verschoor 17' Matla 24' Albers 36' | verslag | Gorzelany 46' | Estadi Olímpic de Terrassa, Terrassa Scheidsrechters: Amber Church (NZL) Sarah Wilson (SCO) |

## Eindrangschikking
| rang   | land          |
| ------ | ------------- |
| Goud   | Nederland     |
| Zilver | Argentinië    |
| Brons  | Australië     |
| 4      | Duitsland     |
| 5      | Nieuw-Zeeland |
| 6      | België        |
| 7      | Spanje        |
| 8      | Engeland      |
| 9      | China         |
| 9      | India         |
| 11     | Ierland       |
| 11     | Japan         |
| 13     | Chili         |
| 13     | Zuid-Korea    |
| 15     | Canada        |
| 15     | Zuid-Afrika   |

Bron: FIH

## Uitzendrechten
In Nederland was het WK hockey te zien bij de rechtenhouder Ziggo Sport, die het toernooi uitzond via haar lineaire sportkanalen. Alle duels van het Nederlandse vrouwenteam waren te zien op kanaal 14 van Ziggo Sport (gratis beschikbaar voor klanten van tv-aanbieder Ziggo). In totaal zond Ziggo Sport 30 van de 44 duels live uit, een groot deel daarvan op de betaalzender Ziggo Sport Totaal. Ziggo kleedde de wedstrijden van de Oranje Dames aan met een uitgebreide voor- en nabeschouwing. Ziggo had op de tribune van het Wagener Stadion een studio gebouwd waar presentator John van Vliet samen met de oud-internationals Kim Lammers en Teun de Nooijer een programma rond de wedstrijden verzorgde. Lammers en Van Vliet gaven tijdens de wedstrijden ook het commentaar. Elke wedstrijd van Oranje liep Gerben Engelen als vliegende reporter door het stadion.
Behalve de wedstrijden van Oranje voorzag Ziggo Sport ook de openingswedstrijd en alle duels vanaf de kwartfinale met Nederlands commentaar. Van Vliet en Tim Steens namen bij die WK-duels het commentaar op zich. De andere poulewedstrijden die Ziggo uitzond, werden uitgezonden met het originele Engelse commentaar. Eind 2018 had Ziggo Sport de rechten verworven voor het wereldkampioenschap hockey in 2022 voor zowel de vrouwen als de mannen. Een Nederlandse tv-zender had voorheen nog nooit zoveel live duels van het WK hockey uitgezonden als Ziggo Sport in 2022.
De NOS had de rechten in handen om samenvattingen uit te mogen zenden. Deze werden van commentaar voorzien door Philip Kooke.

## Trivia
- In het Wagener Stadion in Amstelveen werd speciaal voor het WK het groene hockeyveld tijdelijk vervangen door een blauw hockeyveld. De FIH verplicht het organiserende land het WK te laten spelen op een blauw hockeyveld, geleverd door de een van de partners van de FIH, Polytan. Vanwege de bestemmingsplannen in het Amsterdamse Bos, waarin het Wagener Stadion gelegen is, heeft de KNHB een verzoek ingediend om deze afwijkende kleur voor een korte periode toe te staan. Na het toernooi wordt het nieuwe veld overeenkomstig de wet- en regelgeving verwijderd. De KNHB heeft echter met diverse partijen onderhandeld, waardoor het huidige groene veld én het nieuwe blauwe speelveld beiden hergebruikt kunnen worden: Het huidige groene veld is verwijderd en als vervanger van één van de velden van de Amsterdamsche Hockey & Bandy Club geplaatst. Het nieuwe blauwe veld wordt direct na het toernooi verwijderd uit het stadion en geplaatst bij hockeyvereniging Upward in Arnhem. In het Wagener Stadion komt dan na het WK een nieuw groen veld te liggen (geleverd door KNHB supplier Greenfields). Daarmee is de KNHB voor de komende jaren weer verzekerd van een kwalitatief goede mat voor de internationale wedstrijden die in het Wagener Stadion gespeeld gaan worden.

WK mannen:
1971 ·
1973 ·
1975 ·
1978 ·
1982 ·
1986 ·
1990 ·
1994 ·
1998 ·
2002 ·
2006 ·
2010 ·
2014 ·
2018 ·
2023 ·
2026
WK vrouwen:
1971 ·
1972 ·
1974 ·
1975 ·
1976 ·
1978 ·
1979 ·
1981 ·
1983 ·
1986 ·
1990 ·
1994 ·
1998 ·
2002 ·
2006 ·
2010 ·
2014 ·
2018 ·
2022 ·
2026